# Leiothrix pilulifera
Leiothrix pilulifera är en gräsväxtart som först beskrevs av Friedrich August Körnicke, och fick sitt nu gällande namn av Wilhelm Willy Otto Eugen Ruhland. Leiothrix pilulifera ingår i släktet Leiothrix och familjen Eriocaulaceae.

## Underarter
Arten delas in i följande underarter:
- L. p. harleyi
- L. p. pilulifera